# Bob Lilly
Robert Lewis Lilly (Olney, Texas, 26 de julio de 1939), más conocido como Bob Lilly, es un exjugador profesional estadounidense de fútbol americano que se desempeñó en la posición de defensive tackle en la National Football League (NFL). Es miembro del Salón de la Fama del Fútbol Americano Profesional.

## Carrera
Lilly jugó como profesional catorce temporadas en Dallas Cowboys (1961-1974), equipo en el que se retiró.

## Reconocimiento
El 2 de agosto de 1980, ingresó como miembro al Salón de la Fama del Fútbol Americano Profesional.